# Арабская легкоатлетическая федерация
Арабская легкоатлетическая федерация (араб. الاتحاد العربي لالعاب القوى‎) — международный руководящий орган по легкой атлетике.
Она была основана 15 марта 1975 года на конференции арабских стран в Рабате, Марокко, с целью улучшения качества спорта в арабском мире и содействия более тесному международному сотрудничеству в регионе. Устав федерации предусматривает наличие президента и двух вице-президентов — одного из азиатской арабской страны и другого из африканской арабской страны. Она также признает и сотрудничает с Международной ассоциацией легкоатлетических федераций (IAAF), Азиатской легкоатлетической ассоциацией и Легкоатлетической конфедерацией Африки. Сулейман Аввад аль-Заиди из Саудовской Аравии является действующим президентом.
Главное мероприятие организации, проходящий каждые два года чемпионат арабских стран по легкой атлетике, был проведен через два года после образования федерации. Год спустя был учрежден чемпионат арабских стран по кроссу. В 1984 году последовал чемпионат арабских стран по легкой атлетике среди юниоров, а в 2004 году был основан чемпионат арабских стран по лёгкой атлетике среди юношей. Федерация также поддерживает цикл легкоатлетических встреч для продвижения квалификации в свои чемпионаты.
Организация также издает спортивное периодическое издание, освещающее новости об арабских спортсменах и соревнованиях: Arab Hero Magazine (араб. مجلة البطل العربي,‎ Al Batal Al Arabi).

## Члены-федерации
- Алжир: Федерация легкой атлетики Алжира
- Бахрейн: Федерация легкой атлетики Бахрейна
- Джибути: Федерация легкой атлетики Джибути
- Египет: Федерация легкой атлетики Египта
- Ирак: Федерация легкой атлетики Ирака
- Иордания: Федерация легкой атлетики Иордании
- Кувейт: Федерация легкой атлетики Кувейта
- Ливан: Федерация легкой атлетики Ливана
- Ливия: Федерация легкой атлетики Ливии
- Марокко: Федерация легкой атлетики Марокко
- Оман: Федерация легкой атлетики Омана
- Государство Палестина: Федерация легкой атлетики Палестины
- Катар: Федерация легкой атлетики Катара
- Саудовская Аравия: Федерация легкой атлетики Саудовской Аравии
- Судан: Федерация легкой атлетики Судана
- Сирия: Федерация легкой атлетики Сирии
- Тунис: Федерация легкой атлетики Туниса
- ОАЭ: Федерация легкой атлетики ОАЭ
- Йемен: Федерация легкой атлетики Йемена

## Соревнования
- Чемпионат арабских стран по легкой атлетике[англ.] — раз в два года, легкоатлетическое мероприятие для профессиональных спортсменов
- Чемпионат арабских стран по кроссу[англ.] — раз в два года, соревнования по кроссу для профессиональных спортсменов и юниоров
- Чемпионат арабских стран по легкой атлетике среди юниоров[англ.] — раз в два года, легкоатлетические соревнования для юниоров (до 20 лет)
- чемпионат арабских стран по лёгкой атлетике среди юношей[англ.] — раз в два года, легкоатлетическое мероприятие для юношей (до 18 лет)